# Frida Sandén
Frida Lina Marianne Sandén, född 20 maj 1994 i Huddinge församling, Stockholms län, är en svensk sångare och röstskådespelare. Hon är syster till sångerskorna Molly och Mimmi Sandén.
Frida Sandén vann Stage Junior 2007, den svenska uttagningen till Junior Eurovision Song Contest 2007, med sin låt Nu eller aldrig. I finalen i Rotterdam i Nederländerna den 8 december 2007 slutade bidraget på åttonde plats med 83 poäng. 
Hon har gått i Adolf Fredriks musikklasser i Stockholm. Sandén gick sedan på Rytmus Stockholm. Hon har övat sång på Helges Sångstudio i Gävle och var en av medlemmarna i sånggruppen Helges All Stars tillsammans med Alice Svensson, Amy Diamond, Zara Larsson och sina systrar Molly och Mimmi Sandén.
Sommaren 2008 och sommaren 2009 medverkade hon i musikalen Hujeda mej vá många sånger tillsammans med Linus Wahlgren, Hanna Hedlund, Ola Forssmed, Bianca Wahlgren Ingrosso, Benjamin Wahlgren Ingrosso, Mimmi Sandén, Vendela Palmgren, Josefine Götestam med flera.
År 2012 deltog Frida Sandén i TV4:s underhållningsprogram X Factor Sverige. Hon gick vidare till finalen, där hon kom på tionde plats.
Under 2010- och 2020-talen har hon dubbat flera tecknade filmer och serier som exempelvis Alvin och gänget 4, Croodarna 1 och 2 samt Pelle Kanin.

## Diskografi
- 2007 - Nu eller aldrig
- 2012 - Wherever You Will Go